# التورنباخ
التورنباخ (به آلمانی: Althornbach) یک شهر در آلمان است که در راینلاند-فالتس واقع شده‌است.

## خصوصیات
التورنباخ ۵٫۵۹ کیلومترمربع مساحت دارد ۲۵۰ متر بالاتر از سطح دریا واقع شده‌است.